# Tullia
Tullia Cicero was de dochter van Marcus Tullius Cicero en Terentia Varrones. Ze werd geboren in 79 of 78 v.Chr. en ze was de lieveling van haar vader. Na zijn werk speelde hij altijd met haar. Tullia had ook een broertje, geboren in 65 v.Chr., dat naar zijn vader Marcus genoemd was.
Op haar tiende verjaardag wilde haar vader een verloving regelen met Gaius Calpurnius Piso Frugi. Tullia stemde als klein meisje in. Op haar vijftiende zou ze dan trouwen met Frugi. Dit huwelijk zou echter niet doorgaan want de relatie tussen Cicero en Terentia verslechterde deels door het huwelijk van Tullia en Dolabella.
Tullia stierf op jonge leeftijd in februari 45 v.Chr. Voor Cicero was dit een schok waar hij nooit helemaal overheen gekomen is.